# Grafschaft Calvelage
Die Grafschaft Calvelage bestand unter diesem Namen Ende des 11. und in der ersten Hälfte des 12. Jahrhunderts im Raum Vechta. Erste namentliche Erwähnungen der Grafschaft Calvelage finden sich um 1070. 
Als die Grafen von Calvelage, die um Vechta und Bersenbrück begütert waren, um 1100 Gebiete im Teutoburger Wald nordwestlich von Halle erworben und die Burg Ravensberg errichtet hatten, verlegten sie um 1140 ihren Hauptsitz auf die neue Burg und nannten sich fortan Grafen von Ravensberg. Das um Vechta und Bersenbrück gelegene Gebiet der Grafschaft ging im Jahr 1252 durch Verkauf an das Bistum Münster über.
Dass der bürgerliche Familienname „Kalvelage“ (seltener auch „Calvelage“) heute im Landkreis Vechta gehäuft vorkommt, ist vermutlich nicht auf das Wirken des Adelsgeschlechts, sondern auf den Hofnamen „Kalvelage“ in Brockdorf zurückzuführen. Die Bauerschaft als Ganze hieß bis in die Zeit der Herrlichkeit Dinklage in Anlehnung an die längst aufgegebene Burg „Kalvelage“ und wurde erst spät „Brockdorf“ genannt.

## Grafen von Calvelage
- Hermann I., † wohl 1082, Graf von Calvelage; ⚭ nach 1070 Ethelinde von Northeim, Tochter des Otto von Northeim, 1061-1070 Herzog von Bayern, nachdem er abgesetzt und sie von seinem Schwiegersohn und Nachfolger Welf I., 1070-1101 Herzog von Bayern (Welfen) verstoßen worden war; Hermann war Nachkomme des Hermann von Eenham aus dem Geschlecht der Grafen von Verdun
- Hermann I. (Ravensberg), 1115/34 bezeugt, deren Sohn, 1120 Graf, 1125 Graf von Calvelage;
- Hermann II., † 1115; ⚭ Schwester Heinrichs von Zutphen;
- Otto I. (Ravensberg), *  um 1120, † 1170/80, Graf von Calvelage 1138 und von Ravensberg 1141–1170, Bruder der Hedwig, deren  Sohn  ⚭ Oda, 1166 bezeugt.